# Rio Cruxati
Rio Cruxati är ett periodiskt vattendrag i Brasilien.   Det ligger i delstaten Ceará, i den östra delen av landet, 1 700 km nordost om huvudstaden Brasília.
Omgivningarna runt Rio Cruxati är huvudsakligen savann. Runt Rio Cruxati är det ganska glesbefolkat, med 28 invånare per kvadratkilometer.